# Mihăiță Vasile Țigănescu
Mihăiță Vasile Țigănescu (n. 4 februarie 1998, Horodnic de Jos, România) este un canotor român. El este campion european, medaliat cu argint olimpic și argint la Campionatele Mondiale de Canotaj.
El a câștigat aurul la evenimentul de patru vâsle la Campionatele Europene de Canotaj din 2018 și argintul la Campionatele Mondiale de Canotaj din 2019 . În 2021, a câștigat medalia de argint la Campionatele Europene de Canotaj și la Jocurile Olimpice de vară de la Tokyo.